# Arsenio Erico

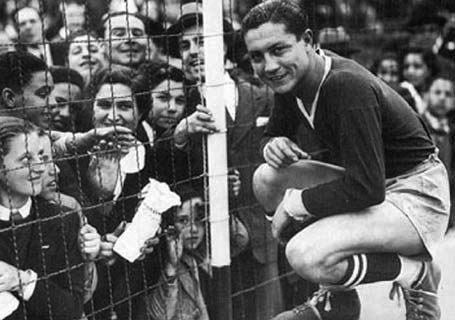
Erico posant avec un groupe de femmes, 1939.

Arsenio Pastor Erico, né le 30 mars 1915 à Asuncion et mort le 23 juillet 1977 à Buenos Aires, est un footballeur paraguayen. Il évoluait au poste d'attaquant

## Biographie
Considéré comme le plus grand joueur paraguayen de l'histoire, Erico, ayant des origines italiennes de par son grand-père paternel, est le meilleur buteur de tous les temps du championnat d'Argentine. Principalement sous le maillot de l'Independiente, où il reçut le surnom "húron" (le furet), il a inscrit 295 buts en 332 matchs. Il fut meilleur buteur du championnat en 1937 (48 buts), 1938 (43) et 1939 (41). Il remporta le championnat d'Argentine en 1938 et 1939. Au cours de ces deux titres, il forma un redoutable trident offensif avec Vicente de la Mata et Antonio Sastre, inscrivant à eux trois, 218 buts en 66 matchs soit une moyenne de 3,3 buts par match.
L'Argentin Ángel Labruna, avec ses 293 buts, s'est approché tout près de son record.

## Palmarès

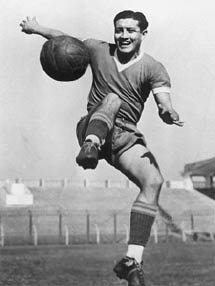
Erico avec la balle.

- Champion d'Argentine en 1938 et 1939.

## Statistiques
| Années | Matchs | Buts | Équipes       |
| ------ | ------ | ---- | ------------- |
| 1934   | 21     | 12   | Independiente |
| 1935   | 18     | 22   | Independiente |
| 1936   | 26     | 21   | Independiente |
| 1937   | 34     | 48   | Independiente |
| 1938   | 30     | 43   | Independiente |
| 1939   | 32     | 41   | Independiente |
| 1940   | 30     | 29   | Independiente |
| 1941   | 27     | 26   | Independiente |
| 1942   | 3      | 0    | Independiente |
| 1943   | 29     | 17   | Independiente |
| 1944   | 26     | 12   | Independiente |
| 1945   | 30     | 20   | Independiente |
| 1946   | 19     | 4    | Independiente |
| 1947   | 7      | 0    | Huracán       |
| Total  | 332    | 295  | -             |